# Dimetylsulfoxid
Dimetylsulfoxid, ofta förkortat DMSO, är ett polärt aprotiskt lösningsmedel. DMSO är i sig själv en färg- och luktlös viskös vätska med extremt bra lösningsmedelsegenskaper. Det löser sig med lätthet i de flesta organiska lösningsmedel och kan även lösa en del oorganiska salter; det är vidare blandbart med vatten i alla proportioner.
Ämnet erhålls som en viktig biprodukt vid pappersmassaframställning.

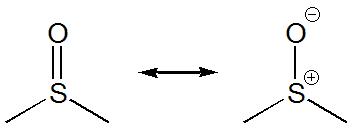
Två resonansformer bidrar till ett högt dipolmoment.

Många SN2-reaktioner kan med fördel utföras i lösningsmedlet eftersom det solvatiserar katjoner bra genom koordination med syret, medan det lämnar anjoner (de potentiella nukleofilerna) blottade. DMSO har en svagt sur karaktär med pKa = 35, vilket gör lösningsmedlet olämpligt för reaktioner involverande starka baser. Ibland brukas DMSO i syntessammanhang som oxidationsmedel, till exempel i Swern-oxidation. Deutererad DMSO, DMSO-d6, används som lösningsmedel vid NMR-experiment.
DMSO är en användbar kryoprotektant, ett ämne som har till uppgift att skydda celler från frysskador vid nedfrysning. Molekylen går igenom cellen och tränger ut vattnet och på så sätt förhindras den intracellulära iskristallationen som är skadlig för cellen. 
DMSO är relativt ogiftigt, men har en irriterande verkan på hud, ögon och andningsorgan. Det skall hanteras med försiktighet eftersom ämnen lösta i DMSO lätt tas upp genom huden.
Enligt forskningsresultat av Brittany Trang publicerat den 18 augusti 2022 i Science och relaterad i Nature 18 August 2022, finns det indikationer på att DMSO skulle kunna användas till att bryta ner PFAS, vilken ämnesgrupp hittills visat sig mycket långlivad i naturen.